# Jean-Marc Thouvenin
Pour les articles homonymes, voir Thouvenin.
Jean-Marc Thouvenin, né le 17 avril 1965, est un professeur français agrégé des facultés de droit en droit public à Paris X.

## Biographie
Jean-Marc Thouvenin est docteur en Droit, spécialisé en droit communautaire et en droit international. Il est également membre du Centre de droit International de Nanterre (CEDIN) de l'université Paris X.
Il a été secrétaire général de la Société française pour le droit international (SFDI)[réf. souhaitée], une association basée à l'université Robert-Schuman à Strasbourg.
Il est également avocat associé au sein de la Selarl Sygna Partners.
Le 1er janvier 2017, il est devenu le Secrétaire général de Académie de droit international de La Haye.

## Engagement
En 2019, il signe dans Le Monde une tribune pour réclamer la libération d'un opposant politique au Cameroun.

## Principaux ouvrages
- Le droit international et communautaire des subventions, le cas du secteur de l’aéronautique civile, (dir.) P.U.F., 2001.
- Les nouvelles menaces contre la paix et la sécurité internationale (codir., avec C. Tomuschat), Pedone, 2004,
- Les métamorphoses du système de sécurité collective, (codir., avec Habib Slim), SFDI, Pedone, 2005
- (en) The Fundamental Rules of the International Public Order (codir., avec Christian Tomuschat), Brill, 2006
- Diversité des cultures juridiques et droit international public, Diversity of Legal Cultures and Public International Law, codir., avec Christian Tomuschat, SFDI, Pedone, 2008
- Droit international social. Droits économiques, sociaux et cultrels ,tome 1 (Particularités du droit international pénal) et tome 2 (Règles du droit international social), coder. avec Anne Trebilcock (dir.), Bruxelles, Bruylant, 2013
- La responsabilité de protéger, dix ans après / The responsibility toprotect, ten years on, Anne-Laure Chaumette et Jean-Marc Thouvenin (dir.), Paris, Pedone, 2013[4]